# CV/Gate
CV/Gate (een afkorting van control voltage/gate) is een systeem in analoge synthesizers en drumcomputers voor het aansturen van externe apparatuur. De stuurspanning wordt typisch gebruikt voor toonhoogte en het gate-signaal voor noot aan/uit.
Het systeem werd breed geïntroduceerd in de analoge (modulaire) synthesizers van Moog, ARP, de Korg MS-10/MS-20, EMS en Crumar.
CV/Gate werd uiteindelijk verdrongen door het MIDI-protocol dat in 1983 werd geïntroduceerd. MIDI heeft meer mogelijkheden, is eenvoudiger in te stellen, en ondersteunt polyfonie. In die tijd deden steeds meer digitale synthesizers hun intrede en is het via MIDI ook mogelijk om klanken in te stellen.

## Werking
CV stuurt voltages van -12 tot +12 volt uit, en is bedoeld voor het aansturen van een enkele parameter.
- Control voltage, een variabel voltage waarmee verschillende toonhoogtes, omhullenden of LFO-signalen doorgestuurd kunnen worden
- Gate, zendt een voltage uit zolang een toets wordt ingedrukt. Bij een trigger, vaak toegepast in drumcomputers, wordt een korte puls afgegeven.

Het grote voordeel van CV/Gate is de hoge resolutie. Hiermee wordt bedoeld dat meer standen mogelijk zijn dan met MIDI, waarbij met 7 bits het aantal standen is beperkt tot 128. Een ander groot verschil is dat de stuurspanning geen onderscheid maakt tussen regel- en audiosignalen. Hierbij kunnen audiosignalen worden gebruikt als regelspanning en vice versa. Bij MIDI zijn deze in gescheiden categorieën verdeeld.

## Recent gebruik
In recente jaren is het gebruik van CV/Gate nog sporadisch terug te vinden als aanvulling op MIDI. De softwaresynthesizer Reason heeft mogelijkheden voor poortsignalen in plaats van noot aan/uit, en ook bij gitaareffect-processors en enkele moderne synthesizers is er een aansluiting voor CV aanwezig.